# 星际旅行电影列表

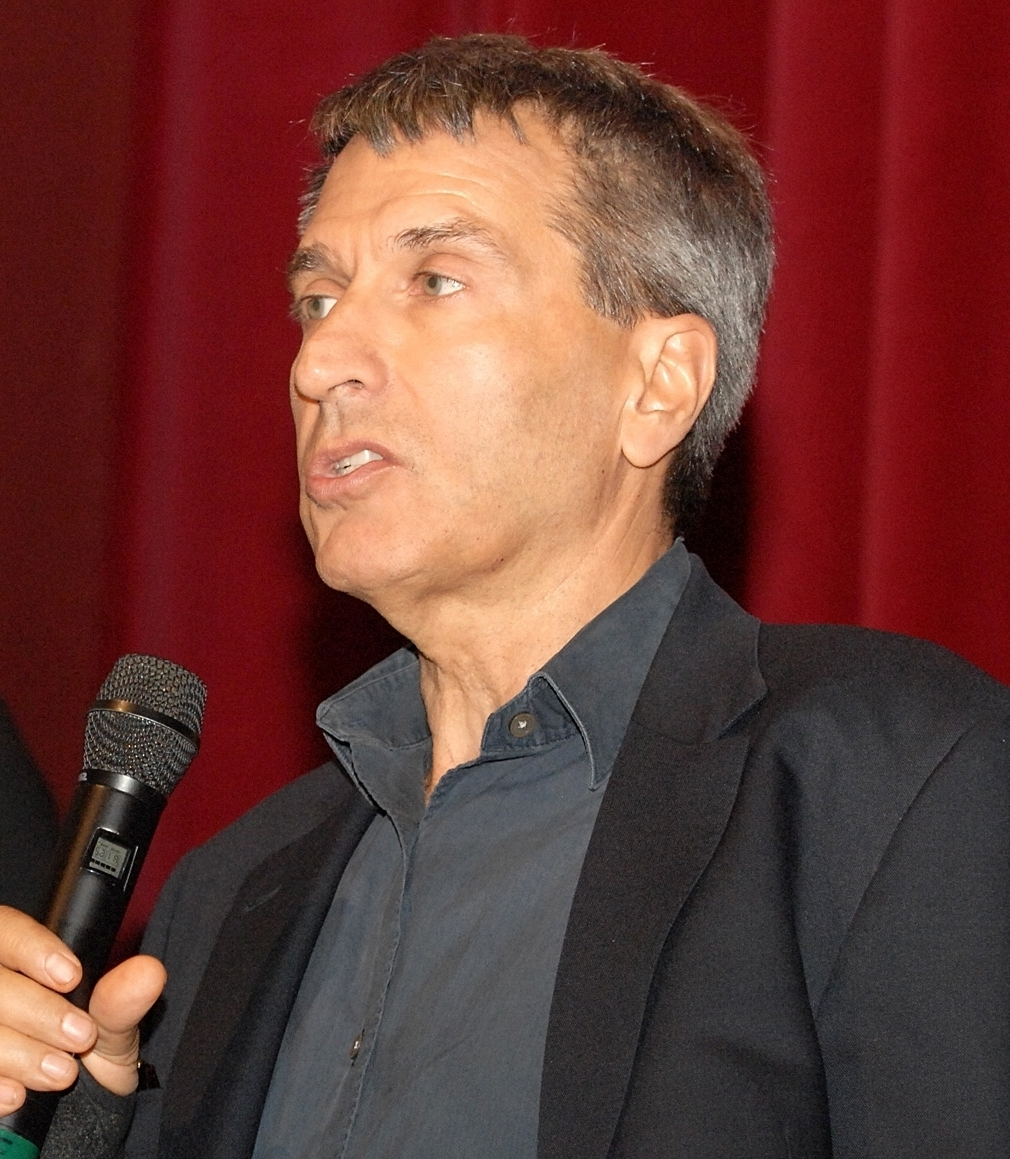
尼古拉斯·梅耶（Nicholas Meyer），《星際迷航6：未來之城》的導演，於 11 月 14 日在洛杉磯電視藝術與科學學院舉行的空軍電影節上，在電影放映前回答了觀眾的提問。

星艦奇航記電影系列，目前为止计有13部，最新上映的是《星際爭霸戰：浩瀚無垠》（2016年）。

## 新時間軸
在系列作第十一集時，設定時間軸產生分歧，由於之前電影中的史巴克以及一群反派經由時光旅行回到早先的時代或是另一個時間上比較早的平行世界，因此使得一個異於前十部電影的時間軸誕生，寇克其父指揮的聯邦星艦凱文號（U.S.S. Kelvin）被毀，所在世界亦受影響，而老史巴克則繼續留在這個時間軸中幫助將近滅族的瓦肯人重建。主導系列的CBS於2016年6月對該時間軸定名凱文時間線（Kelvin Timeline），亦屬於星际旅行正典的一部分。

## 列表
| 編號       | 名稱                                                | 年份   | 劇中時間 | 船员                    | 導演                                 | 剧情简介 |
| 主時間線   |                                                     |        |          |                         |                                      | |
| I          | 《无限太空》 （The Motion Picture）                 | 1979年 | 2271     | 《原初系列》            | 羅伯特·外斯 （Robert Wise）                     | 一朵巨大的能量云横跨银河系前往地球以寻找它的创造者，并摧毁了沿途的一切，改装升级尚未完成的进取号被派去前往调查。 |
| II         | 《可汗怒吼》 （The Wrath of Khan）                  | 1982年 | 2285     | 《原初系列》            | 尼可拉斯·梅耶 （）                   | 可汗逃脱了十五年前被柯克拘禁的星球，他发誓要向柯克讨回血仇。                                                     |
| III        | 《石破天惊》 （The Search for Spock）               | 1984年 | 2285     | 《原初系列》            | 李奧納德·尼摩伊 （Leonard Nimoy）                 | 斯波克死后灵魂还在，柯克与船员们盗走了进取号去寻找他的身体。                                                     |
| IV         | 《抢救未來》 （The Voyage Home）                    | 1986年 | 2287     | 《原初系列》            | 李奧納德·尼摩伊                      | 地球附近的星舰、星站都被一艘寻找座头鲸的探测器瘫痪，柯克和船员们回到20世纪寻找还未灭绝的座头鲸。                 |
| V          | 《終極先鋒》 （The Final Frontier）                 | 1989年 | 2287     | 《原初系列》            | 威廉·薛特納 （William Shatner）                     | 进取号-A被劫持，前往未知宇宙区域去寻找“上帝”。                                                                   |
| VI         | 《未来之城》 （The Undiscovered Country）           | 1991年 | 2293     | 《原初系列》            | 尼可拉斯·梅耶                        | 企业号-A护送克林贡总理前往地球进行和谈。                                                                         |
| VII        | 《日換星移》（Generations）                         | 1994年 | 2371     | 《原初系列》 《下一代》 | 大衛·卡森 （David Carson）                       | 柯克在进取号-B的處女航中迷失在时汇中，最后与100多年后的进取号-D舰长皮卡尔一同粉碎了一项阴谋。                    |
| VIII       | 《戰鬥巡航》 （First Contact）                      | 1996年 | 2373     | 《下一代》              | 強納森·佛瑞克斯 （Jonathan Frakes）                 | 博格人入侵地球，皮卡尔率进取号-E尾随它们至21世纪中期，目睹了人类与瓦肯人的第一次接触。                           |
| IX         | 《起义》 （Insurrection）                           | 1998年 | 2375     | 《下一代》              | 強納森·佛瑞克斯                      | Data在巴库星出现了故障，进取号-E前往维修，发现了一项针对巴库人的阴谋。                                           |
| X          | 《》 （Nemesis）                                    | 2002年 | 2379     | 《下一代》              | 史都華·拜德 （Stuart Baird）                     | 罗慕伦帝国新执政官辛宗向星际联邦发出和平提议，进取号-E前往商讨，却发现是一个陷阱。                               |
| 凱文時間線 |                                                     |        |          |                         |                                      | |
| XI         | 《星际迷航》 （Star Trek）                          | 2009年 | 2258     | 《重啟系列》 （Reboot） | J·J·艾布拉姆斯 （Jeffrey J. Abrams） | 描述寇克艦長和「尖耳朵」斯波克早年在星艦學院相遇的情形，以及他們首次的星際遠航任務。                             |
| XII        | 《星际迷航：暗黑无界》 （Star Trek: Into Darkness） | 2013年 | 2259     | 《重啟系列》 （Reboot） | J·J·艾布拉姆斯 （Jeffrey J. Abrams） | 对应主时间线第二部电影，寇克和发现号意外卷入高层试图发起全面战争的阴谋和遭遇到可汗的表现。                       |
| XIII       | 《星际迷航3：超越星辰》 （Star Trek Beyond）        | 2016年 | 2263     | 《重啟系列》 （Reboot） | 林詣彬 （Justin Lin）                | 长期的远航任务，令寇克有意晋升离开一线指挥，但在中途补给中接收到一个拯救任务意外牵连出一宗星舰失踪案。           |